# Аэропорт (посёлок, Волгоград)
Аэропорт — посёлок Дзержинского района Волгограда. В ОКАТО посёлок Аэропорт не значится. Находится у дороги от трассы М6 на Международный аэропорт «Сталинград». Включен в состав города в 1959 году.

## Инфраструктура
В 2016 году закончены строительно-монтажные работы по строительству локальных очистных сооружений в п. Аэропорт, в 2017 году их ввод в эксплуатацию общей производительностью 1500 м3 в сутки.
Идет строительство 2КТП-6/0,4 кВ, ВЛ-6-0,4 кВ для перевода нагрузок с ТП-27, п. Аэропорт; 2КТП-6/0,4 кВ, ВЛ-6-0,4 кВ для перевода нагрузок с ТП-28, п. Аэропорт.